# Confine tra Finlandia e Russia

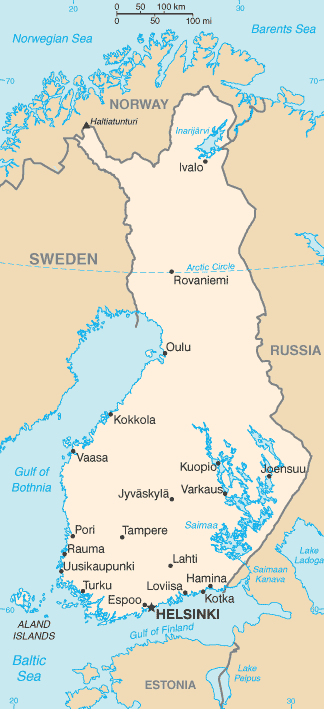
Mappa della Finlandia con i suoi confini

Mappa della Russia con indicate le nazioni confinanti

Il confine tra la Finlandia e la Russia (Suomen ja Venäjän raja in finlandese, Российско-финля́ндская граница in russo) è la linea di demarcazione tra questi due Stati. Ha una lunghezza di 1.340 km.

## Caratteristiche
Il confine riguarda la parte orientale della Finlandia e quella nord-occidentale della Russia. Ha un andamento generale da nord verso sud.

I punti più elevati sul confine sono il Talkkunapää (633 m) e il Rohmojva (657 m). 
Inizia dalla triplice frontiera tra Finlandia, Norvegia e Russia e termina nel golfo di Finlandia (golfo del Mar Baltico).

## Storia
Il confine attuale risulta dai trattati siglati alla fine della seconda guerra mondiale e che videro la Finlandia rinunciare ad una parte della Carelia e alla regione di Petsamo in favore dell'Unione Sovietica.